# Елизабет фон Изенбург-Лимбург
Елизабет фон Изенбург-Лимбург (на немски: Elisabeth von Isenburg-Limburg; † пр. 1347/ок. 27 октомври 1351) е графиня от Изенбург-Лимбург и чрез женитби господарка на Бикенбах и графиня на горното Графство Катценелнбоген.

## Произход
Тя е дъщеря на граф Йохан I фон Изенбург-Лимбург († 1312) и първата му съпруга Елизабет фон Геролдсек († сл. 1285), дъщеря на граф Хайнрих I фон Геролдсек-Велденц († 1296/1298) и Елизабет фон Лихтенберг († сл. 1270). Баща ѝ се жени втори път на 25 август 1292 г. за Уда фон Равенсберг († 1313).

## Фамилия
Първи брак: ок. 1303 г. с четвъртия си братовчед Улрих I фон Бикенбах († 30 октомври 1339), син на Ото (Отон) фон Бикенбах-Алсбах († 1307) и съпругата му фон Епщайн, дъщеря на Герхард III фон Епщайн († 1252) и Елизабет фон Насау († сл. 1295) († 1295). Те имат децата:
- Агнес фон Бикенбах († 8 март 1354), омъжена пр. 14 януари 1327 г. за граф Еберхард III фон Катценелнбоген († 13 декември 1328)
- Имагина фон Бикенбах († между 24 март/10 април 1367), омъжена I. на 23 май 1331 г. за роднината си граф Куно II фон Фалкенщайн-Мюнценберг († 14 май 1333), II. пр. 1337 г. за граф Герхард V фон Ринек († 7 юни 1381)

Втори брак: ок. 24 юни 1340 г. с граф Йохан II фон Катценелнбоген († 2 март 1357), вторият син на граф Герхард фон Катценелнбоген (ок. 1271 – 1311/1312) и втората му съпруга Маргарета фон Марк (ок. 1278 – 1327). Тя е втората му съпруга. Те имат децата:
- Йохан фон Катценелнбоген († 7 май 1361, Шпайер)
- Аделхайд фон Катценелнбоген († ок. 20 август 1397), омъжена пр. 21 февруари 1355 г. за Хайнрих II Спонхайм-Щауф-Боланден († 1393)
- Герхард фон Катценелнбоген († 18 декември 1402), катедрален провост в Шпайер
- Дитер VIII фон Катценелнбоген (* ок. 1342; † 17 февруари 1402), граф на горното графство Катценелнбоген, женен I. на 18 юни 1361 г. за Елизабет фон Насау-Висбаден († 1389), II. пр. 11 януари 1391 г. за графиня Анна фон Насау-Хадамар († 1404)